# Taller d'impressors Abadal

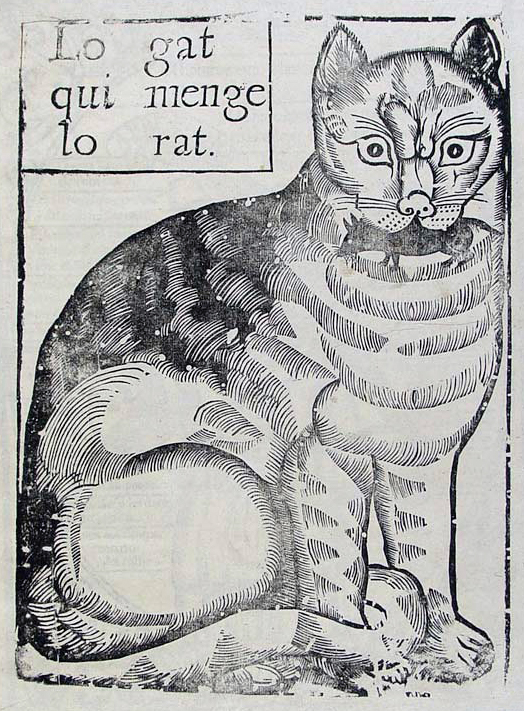
Lo gat qui menge lo rat

El taller d'impressors Abadal fou l'obra d'un llinatge de xilògrafs catalans del segle xvii

## Pere Abadal i Morató
Pere Abadal i Morató (Moià c. 1630 – 1684) fou un xilògraf i impressor català, el més significatiu cap d'un gran llinatge de gravadors i impressors que arribà fins al segle xix.
El corpus de la seva obra com a gravador consta d'unes tres-centes estampes bàsicament de tema religiós però també profanes, com l'auca del Sol i la lluna o Lo gat qui menge lo rat. És el millor xilògraf català del Sis-cents. El seu gravat El valerosísim màrtir S. George és una de la imatges més carismàtiques del patró de Catalunya.

## Josep i Pau Abadal i Fontcuberta, i Andreu Abadal i Serra

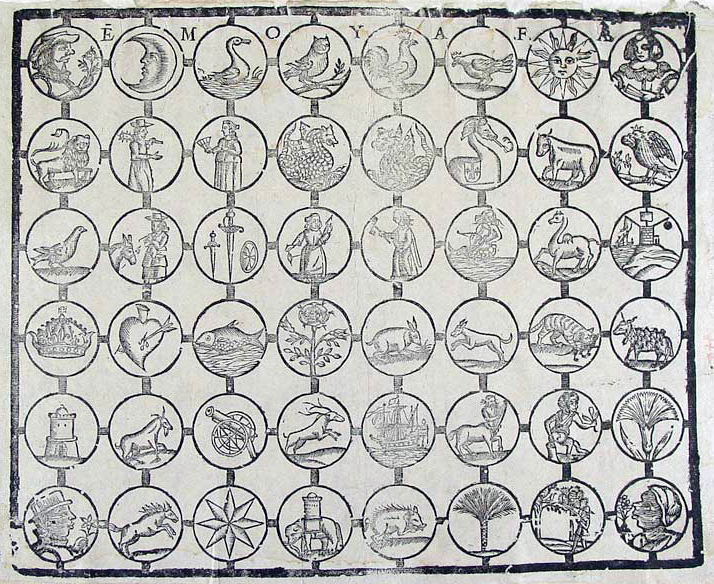
Auca del Sol i la lluna, un dels pocs taulers del joc de l'auca que es conserven.

Els seus fills Josep Abadal i Fontcuberta (Moià c. 1660 – 1749) i Pau Abadal i Fontcuberta (Moià 1663 – Manresa 1729) continuaren l'activitat d'aquest llinatge, i Pau instal·la el taller a Manresa cap al 1718. El fill de Pau, Andreu Abadal i Serra (Moià c. 1706 – Manresa 1778) fou el continuador de la casa.
Una branca de la família Abadal s'establí a Mataró i una altra branca a Barcelona. Aquesta darrera queda activa com a empresa de tipografia i en passar per Mollet del Vallès va establir-se finalment a Montornès del Vallès. La resta dels fons xilogràfics de Mataró també fou adquirida recentment per la Biblioteca de Catalunya.

## Conservació
Bona part del fons de matrius i estampes dels Abadal es conserva a la Unitat Gràfica de la Biblioteca de Catalunya, que el va adquirir el 1924, mostra de l'interès que tenia per les matrius de gravat la institució des de ben aviat. Dins aquest fons han arribat fins a nosaltres tres matrius del segle xvi, reaprofitades posteriorment al seu dors -gràcies a això se salvaren-, que constitueixen raríssims exemples de planxes d'Incunables, és a dir matrius de pàgines de text en lletra gòtica, gravades en un sol bloc de fusta: es tracta de dues planes de beceroles i una de preceptes de l'Església catòlica.

## Obres
- Abadal. Àlbum de mostres Abadal (Publicació fàcsimil en línia).  Biblioteca Virtual Miguel de Cervantes/Biblioteca de Catalunya, 1804.
- Florilegi de l·lustracions de la Família Abadal, a zeno.org